# Felix Dahn
Felix Ludwig Julius Dahn (n. 9 februarie 1834, Hamburg — d. 3 ianuarie 1912, Breslau – azi Wroclaw, Polonia) a fost un jurist, scriitor și istoric german. Scrierile lui Julius Dahn au contribuit la formarea ideologiei naziste.